# Droga krajowa B81 (Niemcy)
Droga krajowa 81 (niem. Bundesstraße 81, B 81) – niemiecka droga krajowa przebiegająca przez teren Niemiec z południowego zachodu na północny wschód od skrzyżowania z drogą B4 w Netzkater w Turyngii do Magdeburga w Saksonii-Anhalt, gdzie krzyżuje się z drogami B1 i B71.